# Victoria Park (Hartlepool)
Victoria Park stadion piłkarski położony w mieście Hartlepool w  Wielkiej Brytanii. Oddany został do użytku w 1886 roku. Obecnie swoje mecze na tym obiekcie rozgrywa zespół Hartlepool United F.C., jego pojemność wynosi 7 691 miejsc.